# 金泰佑
金泰佑（：／ Kim Tae-oo，1975年8月6日—）是大韓民國的政治人物，第17任首爾特別市江西區廳長。

## 選舉
在第21屆大選前夕，他加入未來統一黨，在首爾江西區地區選區競選國會議員，但被共同民主黨候選人 陳成俊擊敗。2021年8月18日，他加入了尹錫悅的陣營。
2022年3月29日，一審判處有期徒刑，但在第8次全國同步地方選舉中登記為首爾江西區。
2022年4月，出版自傳《金泰宇搜查官的黑名單》。
2022年6月1日，在第8次全國同步地方選舉中，擊敗共同民主黨候選人金升賢當選。
2023年5月18日，因涉嫌泄露公务机密，在审判中被判处有期徒刑1年、缓刑2年，并丢掉了江西区区长职务。  随后，在2023年8月14日总统尹锡烈光复节特赦后，他重新获得了被选举权。  他宣布参加2023年下半年补选中重返江西区长一职，并被选为国民力量党最终候选人。在2023年10月11日举行的江西区市长补选中，民主党候选人陈教勋获得56.52%的选票，国民力量党候选人金泰宇获得39.37%的选票，以17.15%（41574票）的差距落败。 

## 先前定罪
- 泄露国家机密：有期徒刑1年，缓刑2年 - 2021年1月8日被判刑 [6]
- 违反个人信息保护法：罚款200万韩元 - 2022年6月20日宣判 [6]